# Edan
Edan Portnoy, meglio noto come Edan (Baltimora, 1978), è un rapper e disc jockey statunitense.

## Biografia
Cresce a Rockville, Maryland e nei quartieri di Baltimora. Si avvicina alla musica durante le scuole superiori – prima al pop e al rock, poi all'hip hop con l'uscita di Straight Outta Compton – e dopo il diploma frequenta un college a Boston, abbandonando gli studi per dedicarsi a tempo pieno alla musica. Inizia a incidere qualche brano e a vendere le proprie cassette dopo le esibizioni a Boston. Nel 1999 l'etichetta indipendente Biscuithead Records gli produce il primo singolo, Sing It, Shitface (1999). Non riuscendo ad emergere dalla scena statunitense, ormai «satura», Edan si trasferisce nel Regno Unito, riuscendo a trovare proseliti. Sviluppa uno dei suoi primi progetti, l'EP Primitive Plus, aggiungendovi altre tracce e pubblicandolo come LP nel 2002. Il disco è accolto positivamente dalla critica.

## Discografia
Album da solista
- 2002 – Primitive Plus
- 2005 – Beauty and the Beat
- 2018 – Humble Pi (con Homeboy Sandman)

EP
- 2001 – Sprain Your Tapedeck

Mixtape
- 2001 – Fast Rap
- 2004 – Sound of the Funky Drummer
- 2009 – Echo Party